# Меморіал Слави, Пам'яті та Скорботи

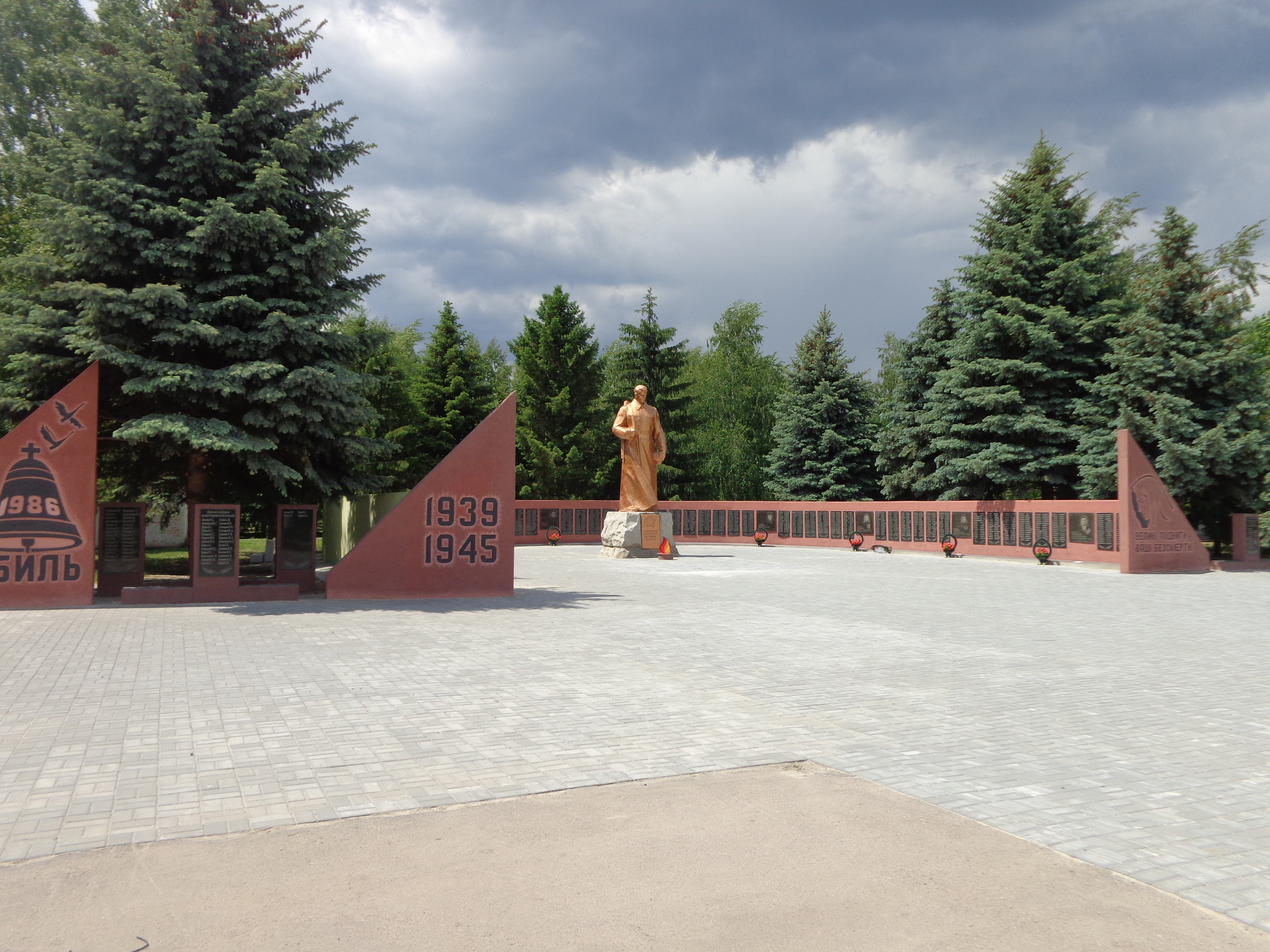
Меморіал Слави, Пам'яті та Скорботи

Меморіал Слави, Пам'яті та Скорботи розташований на головній площі міста Сватове— площі імені 50-річчя Перемоги. Саме тут вперше 19 грудня 1918 року поряд із пам'ятником царю у братській могилі були поховані четверо бійців Крюківського партизанського загону (Вискребцов Е. Р., Головін П. К., Кандабаров І. П., Щербаченко Г. Я.), які загинули під час громадянської війни.
У 1919 році сюди були перепоховані останки бійців, які загинули в квітні 1918 року під час захисту слободи від кайзерівських військ. В цьому ж місці в окремій могилі був похований і командуючий Сватівським фронтом, командир загону балтійських моряків В.М.Годлевський, який героїчно загинув, захищаючи слободу.
3 1918 по березень 1922 року тут були поховані командир загону по боротьбі з бандитизмом Олександр Чуєв, Макогон, перший Сватівський військовий комісар Стариков Мойсей Васильович, член першого Сватівського волосного ревкому Минка В. Ф., продкомісар Корчагін, продармійці Ведмедев, Якубенко та 16 сватівських міліціонерів (прізвища невідомі). Тут же поховані і невідомі воїни Першої Кінної Армії, які загинули в грудні 1919 року під час громадянської війни.
У 1932 році тут був похований убитий голова комнезаму 2-ї дільниці слободи В.К.Розумний.
У 1943 році в братській могилі було поховано 121 воїна 846-го стрілецького полку 267-ї стрілецької дивізії, які загинули під час визволення міста Сватове від німецько-фашистських загарбників, а також воїни, які померли від ран в госпіталях. І серед них командир 12 танкової бригади, полковник Ф.М.Ліхачов, командир 116 гв. артполку підполковник П.П.Гладков, капітан Д.М.Барон та інші.
26 червня 1943 року були поховані загиблі партизани Я.І.Сиворонова та Ю.П.Макаров.
У 1949 році тут було урочисто поховано померлого Героя Радянського Союзу П.В.Коваленка, а у 1954 році сюди були перепоховані останки 13 активістів, розстріляних гітлерівцями в серпні 1942 року біля лісу «Довгенький».
Біля братських могил і одиночних поховань у 1953 року був встановлений обеліск  масового виробництва (солдат з автоматом), а в 1975 році на території поховань була проведена реконструкція— могили були знесені і на їх місці утворені символічні 11 меморіальних плит з прізвищами загиблих. Перший в цей час обеліск масового виробництва був замінений на обеліск індивідуальної роботи скульптора Смішного.
У 1995р. в м. Сватове, на площі 50-річчя Перемоги, по проекту архітектора Солодова О. М., було збудовано величний меморіал Слави, Пам'яті і Скорботи, на меморіальних плитах якого розміщені прізвища біля двох тисяч жителів м. Сватове, які не повернулися з фронтів Великої Вітчизняної війни.
У 2016—2017 роках відбулася реконструкція комплексу. В центрі— пам'ятник Солдату-переможцю, який низько схилив голову у скорботі за загиблими.
Відкривається меморіальний комплекс стелою Слави, яка присвячена захисникам України, які сьогодні віддають свої життя, захищаючи кордони від агресії проросійських найманців на Сході країни. Стели також присвячені жертвам голодомору, політичних репресій, ліквідаторам наслідків аварії на ЧАЕС та воїнам-афганцям та дітям війни.